# 중앙카사이주

카사이상트랄 주의 위치

카사이상트랄 주(프랑스어: Kasaï-Central, 중앙카사이주)는 콩고 민주 공화국 중부에 위치한 주로 주도는 카낭가이며 면적은 59,111km2, 인구는 2,976,806명(2005년 기준), 인구 밀도는 50명/km2이다. 행정 구역 개편 이전에는 룰루아 주(프랑스어: Lulua)라는 임시 명칭을 사용했다.
2006년에 개정되어 2015년에 시행된 콩고 민주 공화국 헌법에 따라 카사이옥시당탈 주에서 분리되어 신설되었다. 서쪽으로는 카사이 주, 북쪽으로는 상쿠루 주, 동쪽으로는 카사이오리앙탈 주, 남동쪽으로는 로마미 주, 남쪽으로는 루알라바 주와 접하며 남서쪽으로는 앙골라와 국경을 접한다.